# Coffee Crater
Der Coffee Crater ist ein 2000 m hoher Schlackenkegel im Nordwesten der kanadischen Provinz British Columbia.

## Geographie
Der Coffee Crater liegt im Cassiar Land District im Nordwesten von British Columbia unmittelbar südwestlich des Mount Edziza ganz im Süden des Big Raven Plateau. Er ist einer von mehreren Vulkankegeln im Snowshoe Lava Field, einem der größten Gebiete holozäner Lavaströme im Mount Edziza Volcanic Complex.:214,229 Der Kegel liegt südöstlich der Gemeinde Telegraph Creek im Mount Edziza Provincial Park, mit einer Fläche von 266.180 ha einer der größten Provincial Parks in British Columbia; er wurde 1972 als „Schaufenster“ der vulkanischen Landschaft gegründet. Neben dem Gebiet des Mount Edziza gehört dazu auch die Spectrum Range im Süden, welche durch den Raspberry Pass getrennt ist. Der Mount Edziza Provincial Park liegt im Tahltan Highland, einer nach Südosten gerichteten Hochebene, die sich an der Westseite des Stikine Plateau ausdehnt.:49
Der Coffee Crater ist Teil des Mount Edziza Volcanic Complex, welcher aus diversen, einander überlappenden Landschaftselementen wie Schildvulkanen, Schichtvulkanen, Lavadomen und Schlackenkegeln besteht und in den vergangenen 7,5 Millionen Jahre entstand.:124,125. Wie sein Name nahelegt, umfasst der Kegel einen Vulkankrater, was bei Schlackenkegeln weit verbreitet ist, und war die Quelle eines  Lavastroms, der sich nach Südwesten ausbreitete, schließlich von einer stagnierenden Eismasse gestaut wurde und diese teilweise überwand. Diese Teile des Lavastroms kollabierten nach dem Schmelzen des unterlagerten Eises und bildeten eine 18 m hohe Klippe. Der Coffee Crater liegt genau südlich des Tencho Glacier, des größten Gletschers im Mount Edziza Volcanic Complex.
Der Coffee Crater ist von einer Reihe vulkanischer Objekte des Mount Edziza Volcanic Complex umgeben. Etwa 3 km nordwestlich bzw. südsüdwestlich des Coffee Crater liegen der Cocoa Crater bzw. der Keda Cone, beide gleichfalls zum Snowshoe Lava Field gehörig. Der Punch Cone, ein älteres vulkanisches Objekt, befindet sich ca. 4 km nordnordwestlich des Coffee Crater. Der Cartoona Peak, etwa 4 km südöstlich des Coffee Crater, und die Kaia Bluff, etwa 3 km ostnordöstlich des Vulkans, sind die Überreste eines noch älteren und größeren Vulkans, der als Gamma Peak bezeichnet wird.

## Name und Etymologie
Der Name des Vulkans wurde am 6. Mai 1954 auf der Karte 104G des National Topographic System eingetragen, aber erst am 10. Dezember 1972 offiziell anerkannt. In seinem Bericht The Late Cenozoic Mount Edziza Volcanic Complex, British Columbia von 1992 gab Jack Souther dem Coffee Crater das Numeronym SLF-7, wobei SLF die Abkürzung für Snowshoe Lava Field war.:214 Coffee (engl. für Kaffee) nimmt Bezug auf die dunklen Farben des Vulkans.

## Geologie
Als Teil des Mount Edziza Volcanic Complex liegt der Coffee Crater in einem weitläufigen Gebiet von Vulkanen und Lavaströmen, das als Northern Cordilleran Volcanic Province bezeichnet wird und sich vom nordwestlichen British Columbia nordwärts durch die Provinz Yukon bis ins östlichste Alaska erstreckt.:1280,1281,1283,1284 Die dominanten Gesteine, aus denen diese Vulkane bestehen, sind Alkalibasalte und Hawaiite, wobei Nephelinit, Basanit sowie peralkaline Phonolith, Trachyt und Comendit lokal häufig sein können. Diese Gesteine wurden durch Vulkanausbrüche vor 20 Millionen bis vor wenigen hundert Jahren abgelagert. Als Ursache der vulkanischen Aktivität in der Northern Cordilleran Volcanic Province wird das Rifting der Nordamerikanischen Kordillere angenommen, welches durch Änderungen in der relativen Plattenbewegung zwischen der Nordamerikanischen Platte und der Pazifischen Platte angetrieben wird.:1280
Der Coffee Crater ist ein basaltischer Schlackenkegel der Big-Raven-Formation, der jüngsten stratigraphischen Einheit des Mount Edziza Volcanic Complex. Die Entstehung des Coffee Crater fällt in die Periode des Holozän und wurde von der Eruption von Lava und Tephra begleitet.:27,207 Der Vulkan überlagert einen ausgedehnten Trachyt-Lappen der Kakiddi-Formation, welcher wahrscheinlich vom im Nordnordwesten gelegenen Punch Cone an der südwestlichen Flanke des Ice Peak ausgestoßen wurde.:210 Sogenannter Edziza Obsidian, der mit der Armadillo-Formation assoziiert wird, kommt in Nachbarschaft zum Coffee Crater vor.:419
Der Coffee Crater war die Quelle eines Lavastroms, der sich nach Südwesten bewegte.:231 Der nördliche Rand des Endlappens dieses Lavastroms wird von einer 18 m hohen Klippe begrenzt, die wahrscheinlich beim Zusammensturz des Stroms entstand, nachdem dieser von stagnierendem Eis auf dem Big Raven Plateau gestaut wurde und dieses schließlich teilweise überwand.:231,232 In der Klippe sind Kissen, runde Basaltsäulen und kleinere Anteile an Tuff-Brekzie exponiert.:231,232